# Steinklunsen
Die Steinklunsen (437,2 m ü. NHN) sind eine Erhebung im Waldgebiet Großer Wald zwischen Beiersdorfer Wasser und Flössel südlich der Ortslage Beiersdorf. Auf ihr befindet sich eine Kuppe mit einer nach Norden hin ausgerichteten Felswand, welche etwa 40 Meter lang und bis 4 Meter hoch ist. Am südöstlichen Hang liegt der Tannenhof.

## Name
Der Name Steinklunsen, früher Beiersdorfer Hain oder Hain Steinklausen genannt, deutet auf gespaltenen Felsen hin. Namensanalogien, die unabhängig von der Gesteinsart sind, sind auch aus anderen Teilen der Oberlausitz bekannt. So existieren im Zittauer Gebirge die Nonnenklunsen und auf dem Sonnenhübel im Königsholz bei Oderwitz die Steinklunsen. Ein Waldzipfel führte in der Karte von Oberreit den Namen Kleiner Wald im Vergleich zum Großen Wald, der sich südlich anschließt. Eine weitere Benennung als „Stiefelbusch“, soll nach einer Sage mit einer Wette zusammenhängen, die besagt, dass der Rittergutsbesitzer von Beiersdorf gegen den Oppacher Rittergutsbesitzer sie für ein Paar Stiefel verloren hatte.

## Geologie
Die Steinklunsen sind im Gegensatz zu den freistehenden Hang- und Gipfelklippen auf dem Hochstein mit dem Hang ganzseitig verbunden. Diese morphologische Besonderheit lässt sich in der Oberlausitz an mehreren Stellen feststellen und kann sich während des ersten Vorstoßes der Elsterkaltzeit auch unter der Inlandeisdecke gebildet haben. Die Entstehung der Klüftung und Bankung zeigt sich durch die Verwitterung des scharfkantigen Zweiglimmergranodiorits unter eisrandnahen Bedingungen besonders gut.
Am Südwesthang der Steinklunsen tritt die häufige und typische Hangtreppung (ein Wechsel von Verflachungen und Versteilungen) hervor, wie sie sich auch an der Nordabdachung des Bielebohs besonders zeigt. Auf dem nach Süden gerichteten, steil geneigten Ober- und Mittelhang der Erhebung fallen Felsblöcke mit bis zu 5 Meter Kantenlänge auf, welche weit aus dem Boden herausragen.

## Vegetation
Fichtenforst bestimmt das Waldbild, wie das des Hahneberges. Am Gipfel der Steinklunsen fand man früher noch Arnika (Arnica montana).

## Quelle
- Zwischen Strohmberg, Czorneboh und Kottmar (= Werte unserer Heimat. Band 24). 1. Auflage. Akademie-Verlag, Berlin 1974.